# Jennifer Tromp
Jennifer Tromp (Den Haag, 8 juni 1978) is een Nederlands voormalig korfbalster en huidige korfbalcoach. Als speelster is zij 2 maal Nederlands kampioen geworden bij Fortuna uit Delft. Na haar spelerscarrière is zij coach geworden.

## Speelster
Tromp begon op jonge leeftijd met korfbal. Ze begon bij Ready uit Den Haag.
In 1999, op 21-jarige leeftijd stapte Tromp over naar Fortuna uit het naburige Delft. Ze kwam in een woelige tijd terecht bij de club, want in 1998 was Fortuna op het veld gedegradeerd uit de Hoofdklasse. Uiteindelijk speelde ze 12 seizoenen bij Fortuna tot dat ze in 2011 stopte. In haar carrière bij Fortuna heeft ze vele successen meegemaakt, zoals Nederlands kampioenschappen en Europacups.

## Erelijst als Speler
- Landskampioen zaal, 2x (2003, 2004)
- Europacup, 2x (2004, 2005)

## Coachingscarriere

### Begin van Coach
Na haar carrière als speler is Tromp gaan coachen. Ze begon eerst als coach van Fortuna 2. In 2013 werd zij hoofdcoach van CKV OVVO uit Maarssen. Deze club was net gepromoveerd naar de Korfbal League en zo werd Tromp de tweede vrouw die als hoofdcoach werkte in de Korfbal League.
In het eerste seizoen van OVVO in de Korfbal League werd het 9e en moest het play-downs spelen. In een best-of-3 serie won het van KCC en kon het nog een jaar blijven in de league. In het seizoen daarop, 2014-2015 werd OVVO weer 9e. In de play-downs werd echter verloren van DOS'46 waardoor het degradeerde uit de Korfbal League. In 2016 stopte Tromp bij OVVO.

### Blauw-Wit
In 2016 tekende Tromp bij het Amsterdamse AKC Blauw-Wit. Daar werkte ze samen met Barry Schep, waar ze jaren lang zelf mee had gespeeld bij Fortuna.
In dat seizoen haalde Blauw-Wit de play-offs omdat ze 4e waren geworden in de competitie. In een spannende play-off serie werd gewonnen van PKC. In de finale in ZIGGO moest Blauw Wit zijn meerdere erkennen in TOP Sassenheim. 
Na 1 seizoen in Amsterdam besloot ze om te vertrekken. In 2017 werd ze de nieuwe hoofdcoach van het KV Die Haghe uit Den Haag, een club die acteerde in de Hoofdklasse. Helaas degradeerde ze in de zaal terug naar de Overgangsklasse.

### Nederlands korfbalteam
In 2018 kreeg Tromp een nieuw aanbod wat ze niet kon afslaan. Ze werd gevraagd om assistent bondscoach te worden bij het Nederlands Team,  onder bondscoach Wim Scholtmeijer. Ondanks dat ze niet na 1 seizoen bij Die Haghe wilde stoppen, kon ze deze job niet laten liggen.
Als assistent bondscoach won ze goud op het EK 2018 en WK 2019. In januari 2020 werd bekend dat Tromp na het EK van 2020 zou stoppen bij Team NL.

### PKC
In 2020-2021 werd Tromp de nieuwe coach bij PKC, samen met Wim Scholtmeijer. 
Vanwege COVID-19 begon de competitie iets later dan normaal en om de planning passend te maken, werd de Korfbal League in 2 poules opgedeeld. PKC werd na de reguliere competitie ongeslagen 1e in Poule A, waardoor het zichzelf plaatste voor de play-offs. In de eerste play-off ronde versloeg PKC in 2 wedstrijden DVO. In de tweede play-off ronde trad PKC aan tegen TOP. TOP won de eerste wedstrijd en PKC de tweede, waardoor er een derde en belissende wedstrijd gespeeld moest worden. In deze beslissingswedstrijd won PKC overtuigend met 29-19, waardoor PKC zich plaatste voor de zaalfinale. In de zaalfinale, die weer in Ahoy werd gespeeld, trof PKC Fortuna. Hierdoor werd de finale van 2021 een herhaling van de finale van 2019. PKC won de finale met 22-18, waardoor het sinds 2015 weer Nederlands zaalkampioen was.
In seizoen 2021-2022 deed PKC in het seizoen weer goede zaken. Gedurende de reguliere competitie verloor het slechts 2 wedstrijden. Hierdoor eindigde de ploeg als 2e en haalden ze als 1 van de favorieten de play-offs. In de play-off serie won PKC in 2 wedstrijden van concurrent DVO, waardoor PKC voor het 3e jaar op rij in de zaalfinale stond. Ook voor de 3e jaar op rij was Fortuna weer de tegenstander. De finale, die weer in een vol Ahoy werd gespeeld, was spannend. Uiteindelijk won Fortuna de finale met 22-21, waardoor PKC was onttroond als zaalkampioen.
Iets later, in de veldcompetitie, won PKC in de kruisfinale van LDODK met 17-15 en plaatste zich zodoende voor de veldfinale. In de finale won PKC nipt met 24-23 van DVO. Hierdoor was PKC de nieuwe Nederlandse veldkampioen.
In seizoen 2022-2023 begon PKC in een favorietenrol. De ploeg was in de beginfase van de Korfbal League het sterkste van alle ploegen. In januari 2023 mocht de ploeg zijn kwaliteit laten zien in een vernieuwde opzet van de Europacup, namelijk de Korfball Champions League. PKC versloeg in de halve finale de Belgische zaalkampioen Floriant met 21-13, waardoor het zich plaatste voor de finale. In deze finalestrijd won PKC van de Nederlandse zaalkampioen Fortuna met 19-10 waardoor het de eerste Champions League winnaar was.
In de eigen competitie zette PKC de goede lijn door en stond na de 18 reguliere speelrondes op plek 1 met 30 punten. In de play-off serie moest PKC aantreden tegen het als nummer 4 geplaatste LDODK. In deze best-of-3 serie won PKC in 2 wedstrijden en plaatste zich zodoende voor de 4e zaalfinale op rij. Dit maal was DVO de tegenstander. In de zaalfinale was PKC al snel te sterk en won het met duidelijke cijfers, 33-20. Hiermee pakte PKC ook een record, want het was nog nooit eerder gebeurd in de geschiedenis van de Korfbal League dat een ploeg boven de 30 goals maakte. Het was de tweede Korfbal League titel voor Tromp als hoofdcoach.
Iets later, in de veldcompetitie, deed PKC ook goede zaken. Zo stond de ploeg na de reguliere competitie bovenaan de Ereklasse B. Hierdoor had de ploeg zich geplaatst voor de kruisfinale. In de kruisfinale won PKC met 17-15 van LDODK, waardoor het zich voor het tweede jaar op rij plaatste voor de veldfinale. In de finale was Fortuna de tegenstander en PKC won de wedstrijd met 18-13, waardoor het de veldtitel prolongeerde.
In het volgende seizoen (2023-2024) werd het wederom en sterk seizoen voor PKC. In de zaalcompetitie won PKC 15 van de 18 wedstrijden en stond na de reguliere competitie op de 1e plek. Zodoende ging PKC als favoriet de play-off serie in. In de best-of-3 serie was KZ de tegenstander, de ploeg die als 4e eindigde in de competitie. PKC won in 2 wedstrijden, waardoor het zich plaatste voor de zaalfinale in Ahoy. Net als in het seizoen ervoor was DVO de tegenstander in Ahoy. In deze zaalfinale gaf DVO PKC meer partij, maar ook nu wist PKC de wedstrijd te winnen (23-21). Hierdoor wist PKC hun zaaltitel te prolongeren. Iets later, in de veldcompetitie plaatste PKC ongeslagen zichzelf voor de kruisfinale. Hier was Fortuna de tegenstander en die bleek een maatje te groot, PKC verloor de kruisfinale met 12-11.
Seizoen 2024-2025 zou een bijzonder seizoen worden voor PKC. De ploeg, als titelhouder, begon de competitie wat rommelig. Ploegen zoals DVO, Fortuna en LDODK hadden zich al een tijdje voor de play-offs van de Korfbal League geplaatst en PKC moest met AKC Blauw-Wit uitmaken welke ploeg het laatste play-off ticket zou krijgen. Het kwam aan op de laatste speelronde en PKC verzekerde zich op het nippertje van het laatste play-off plaatsje. Zodoende ging PKC als nummer 4 de play-offs in en moest het daardoor opnemen tegen de nummer 1 van de reguliere competitie, DVO. In de best-of-3 serie won PKC overtuigend in 2 wedstrijden waardoor het (tegen de verwachtingen in) zich alsnog plaatste voor de zaalfinale, voor de 7e keer op rij. In de zaalfinale was Fortuna de tegenstander en PKC won de finale met 21-17, mede dankzij een sterk optreden van Jorien Jordaan. Hierdoor was PKC voor het 3e jaar op rij de zaalkampioen.
Iets later, in de veldcompetitie stond PKC ook in de finale. In de finale was DOS'46 de tegenstander. De finale eindigde in 19-19 gelijkspel en ook na verlenging was er geen winnaar. De finale werd besloten via strafworpen, waarbij DOS'46 de wedstrijd won. 
Voor Scholtmeijer en Tromp was dit het laatste seizoen bij PKC.

## Erelijst als Coach
- Korfbal League kampioen, 4x (2021, 2023, 2024, 2025)
- Ereklasse kampioen, 2x (2022, 2023)
- Supercup kampioen, 1x (2022)
- Champions League kampioen zaalkorfbal, 3x (2023, 2024, 2025)